# حادثه ناگاساکی

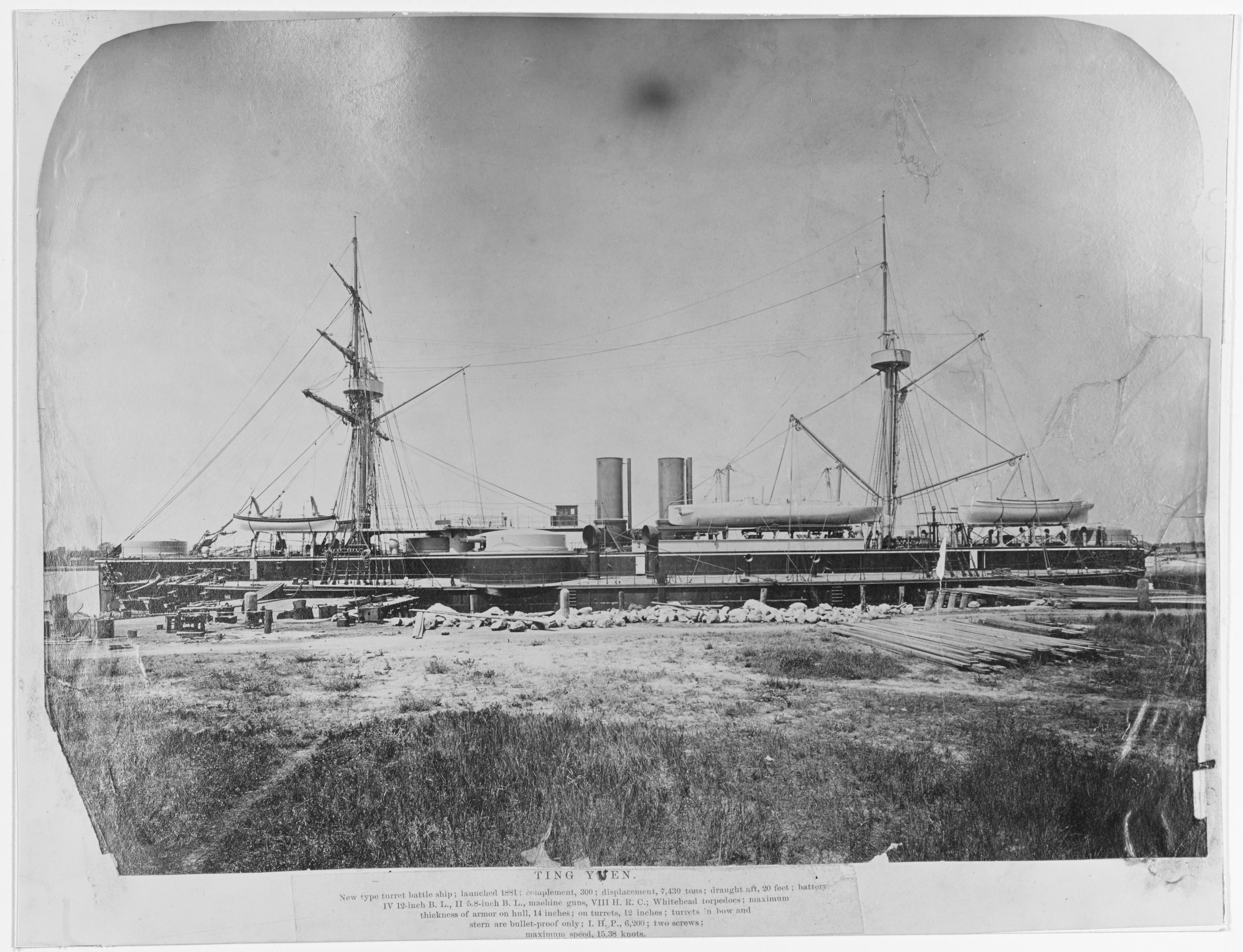
ناوگان بیانگ

حادثه ناگاساکی (به ژاپنی: 長崎事件, Nagasaki Jiken)، شورشی در اول اوت ۱۸۸۶ میلادی در دوره میجی بود که ناوگان چینی بیانگ در ناگاساکی (بندر) در آن شرکت داشت.